# ویمبلدون (فیلم)
ویمبلدون (به انگلیسی: Wimbledon) فیلمی کمدی رمانتیک محصول سال ۲۰۰۴ به کارگردانی ریچارد لانکرین است. در این فیلم بازیگرانی همچون پل بتانی، کیرستن دانست، سام نیل، جان فاورو و آستین نیکولز ایفای نقش کرده‌اند.

## خلاصه داستان
پیتر کولت یک تنیسور پرسابقه است که چندین سال است به افتخاری نرسیده و بیش از ۲ سال است هیچ بازی حرفه‌ای را نبرده‌است این ناکامی‌ها او را متقاعد کرده‌است تا پس از بازی‌های تنیس ویمبلدون از دنیای تنیس خداحافظی کند اما در هنگام تمرین با یک تنیسور زن جوان به نام لیزی برادبری آشنا می‌شود لیزی به او پیشنهاد دوستی می‌دهد.
با لیزی بودن به پیتر روحیه می‌دهد و پیتر و لیزی هردو به نیمه نهایی می‌رسند پدر لیزی که مربی او هم هست از او می‌خواهد از دوستی با پیتر دست بردارد و روی بازی تمرکز کند و لیزی هم قبول می‌کند اما پیتر که نمی‌تواند جلوی خودش را بگیرد محل اقامت جدید لیزی را پیدا می‌کند و به آنجا می‌رود این در حالی است که فردا بازی نیمه نهایی مردان وزنان است در بازی نیمه نهایی پیتر برنده می‌شود ولیزی بازی را می‌بازد و پیتر را در این کار مقصر می‌بیند او دیگر جواب پیتر را نمی‌دهد و به فرودگاه می‌رود تا به آمریکا برود اما در فرودگاه مصاحبه پیتر را می‌بیند که عامل موفقیت خود را لیزی برادبری و عشقی که میان آن دو است می‌داند.
لیزی تصمیم می‌گیرد تا به ورزشگاه برود و بازی فینال را تماشا کند اما وقتی او می‌رسد پیتر ۲ ست را باخته و عقب است اما با حضور لیزی، پیتر روحیه دوباره پیدا می‌کند و بازی را می‌برد. در پایان مسابقه پیتر به سمت لیزی می‌رود و او را در آغوش می‌گیرد و اعلام می‌کند که از دنیای تنیس خداحافظی می‌کند و با لیزی ازدواج می‌کند.

## بازیگران
- پل بتانی در نقش پیتر کولت
- کیرستن دانست در نقش لیزی برادبری
- سام نیل در نقش دنیس برادبری
- جان فاورو در نقش ران روث
- آستین نیکولز در نقش جیک هموند
- جیمز مک‌آووی در نقش کارل کولت
- برنارد هیل در نقش ادوارد کولت
- النور برون در نقش آگوستا کولت
- نیکولای کاستر-والدو در نقش دیتر پروهل
- سلیا ایمری در نقش خانم کنوود
- جان وارنابی
- کلی شرلی

تنیس بازان حرفه‌ای در فیلم
- دامینیک اینگلوت
- مورفی ینسن
- الون جونز
- جان مک‌انرو
- کریس اورت
- ماری کاریلو
- پت کش